# (5463) Danwelcher
(5463) Danwelcher est un astéroïde de la ceinture principale.

## Description
(5463) Danwelcher est un astéroïde de la ceinture principale. Il fut découvert le 15 octobre 1985 à la station Anderson Mesa par Edward L. G. Bowell. Il présente une orbite caractérisée par un demi-grand axe de 2,25 UA, une excentricité de 0,14 et une inclinaison de 3,8° par rapport à l'écliptique.
Cet astéroïde a été nommé en hommage au compositeur américain Dan Welcher (en).

## Compléments